# Finnischer Fußballpokal 1975
Der Finnische Fußballpokal 1975 (finnisch Suomen Cup 1975) war die 21. Austragung des finnischen Pokalwettbewerbs. Er wurde vom finnischen Fußballverband ausgetragen. Das Finale fand am 25. April 1976 im Olympiastadion Helsinki statt. 
Pokalsieger wurde Titelverteidiger Lahden Reipas. Das Team setzte sich im Finale gegen HJK Helsinki mit 6:2 nach Verlängerung durch und qualifizierte sich damit für den Europapokal der Pokalsieger.
Alle Begegnungen wurden in einem Spiel ausgetragen. Bis einschließlich Viertelfinale wurde bei unentschiedenem Ausgang das Spiel um zweimal 15 Minuten verlängert. Stand danach kein Sieger fest, folgte ein Elfmeterschießen. Ab dem Halbfinale wurde dagegen das Spiel auf des Gegners Platz wiederholt. Bis zur 2. Runde hatten unterklassige Teams Heimrecht.

## Teilnehmende Teams
Für die erste Hauptrunde waren 24 Vereine der ersten und zweiten Liga direkt qualifiziert. Dazu kamen 40 Mannschaften ab der dritten Liga abwärts, die nach drei Qualifikationsrunden startberechtigt waren.
| Veikkausliiga (12) | I divisioona (12) | II divisioona (17) |
| --- | --- | --- |
| - Haka Valkeakoski - HJK Helsinki - Kokkolan Palloveikot - Kuopion Pallotoverit - Kuopion PS - Lahden Reipas - Mikkelin Palloilijat - Mikkelin Pallo-Kissat - Myllykosken Pallo -47 - Oulun Työväen Palloilijat - Turku PS - Vaasan PS | - Gamlakarleby BK - Helsingin Palloseura - Helsingin Ponnistus - Ilves Tampere - Kajaanin Palloilijat - Kuusysi Lahti - Lahden Palloseura - Oulun Palloseura - Seinäjoen PS - Turun Pyrkivä - Turun Toverit - Vaasan Sport | - Helsingfors IFK - Ilves-Pallo Tampere - Jämsänkosken Ilves - Kemin Into - Kokkolan PS - Kotkan Jäntevä - Kotkan Työväen Palloilijat - Kronohagens IF - Kuopion Elo - Kuusankosken Kumu-Peikot - Musan Salama - Pallo-Kerho 37 - Rauman Pallo - Riihimäen Palloseura - Tampereen Pallo-Veikot - Turun Weikot - Ykspihlajan Reima |
| III divisioona (19) | III divisioona (19) | IV divisioona (4) |
| - FinnPa Helsinki - Hirvensalon Heitto - Isokylän Pallo-Pojat - Jakobstads Into - Joutsenon Kullervo - Jyväskylän Palloilijat - Lohjan Pallo - IFK Mariehamn - Maunulan Pallo - IF Kraft Närpes                                        | - Lapuan Virkiä - Porvoon Akilles - Savilahden Urheilijat - Savon Pallo - Tapion Honka - Töölön Vesa - Vantaan Pallo-70 - Vasa IFK - Viialan Peli-Veikot                                                                   | - Haukiputaan Veikot - Lahden Sampo - Naantalin VG-62 - Tornion Palloveikot |

## 1. Runde
|                            | Ergebnis              |                           |
| -------------------------- | --------------------- | ------------------------- |
| Lahden Sampo               | 1:5                   | Helsingfors IFK           |
| Hirvensalon Heitto         | 6:2                   | Turun Toverit             |
| Kajaanin Palloilijat       | 0:3                   | Kuopion PS                |
| Isokylän Pallo-Pojat       | 4:1                   | Oulun Palloseura          |
| FinnPa Helsinki            | 6:0                   | Töölön Vesa               |
| Helsingin Palloseura       | 1:0                   | Haka Valkeakoski          |
| Vantaan Pallo-70           | 0:4                   | Myllykosken Pallo -47     |
| Tapion Honka               | 0:3 n. V.             | Ilves-Pallo Tampere       |
| Porvoon Akilles            | 1:3                   | Lahden Reipas             |
| Lohjan Pallo               | 3:0                   | Kronohagens IF            |
| Turun Weikot               | 0:5                   | Helsingin Ponnistus       |
| Naantalin VG-62            | 1:2                   | Turun Pyrkivä             |
| IFK Mariehamn              | 2:3                   | Turku PS                  |
| Rauman Pallo               | 2:2 n. V. (3:2 i. E.) | Riihimäen Palloseura      |
| Musan Salama               | 0:2                   | Vaasan Sport              |
| Tampereen Pallo-Veikot     | 4:2                   | Ilves Tampere             |
| Viialan Peli-Veikot        | 3:1                   | Maunulan Pallo            |
| Kuusankosken Kumu-Peikot   | 2:1                   | Kotkan Jäntevä            |
| Kotkan Työväen Palloilijat | 1:2 n. V.             | HJK Helsinki              |
| Joutsenon Kullervo         | 2:4                   | Kuusysi Lahti             |
| Savilahden Urheilijat      | 1:5                   | Kuopion Elo               |
| Savon Pallo                | 0:3                   | Pallo-Kerho 37            |
| Jyväskylän Palloilijat     | 1:0                   | Mikkelin Pallo-Kissat     |
| Jämsänkosken Ilves         | 0:1 n. V.             | Kuopion Pallotoverit      |
| IF Kraft Närpes            | 1:4                   | Kokkolan Palloveikot      |
| Vasa IFK                   | 4:6 n. V.             | Vaasan PS                 |
| Lapuan Virkiä              | 0:2                   | Seinäjoen PS              |
| Jakobstads Into            | 0:6                   | Kokkolan PS               |
| Gamlakarleby BK            | 4:0                   | Oulun Työväen Palloilijat |
| Haukiputaan Veikot         | 1:3                   | Ykspihlajan Reima         |
| Tornion Palloveikot        | 1:0                   | Kemin Into                |
| Lahden Palloseura          | 0:3                   | Mikkelin Palloilijat      |

## 2. Runde
|                          | Ergebnis              |                       |
| ------------------------ | --------------------- | --------------------- |
| Kuusysi Lahti            | 1:3                   | Turku PS              |
| Helsingin Ponnistus      | 0:2                   | Lahden Reipas         |
| Kokkolan PS              | 0:3                   | Gamlakarleby BK       |
| FinnPa Helsinki          | 2:1                   | Rauman Pallo          |
| Viialan Peli-Veikot      | 1:3 n. V.             | Seinäjoen PS          |
| Tampereen Pallo-Veikot   | 1:5                   | Turun Pyrkivä         |
| Tornion Palloveikot      | 1:3 n. V.             | Isokylän Pallo-Pojat  |
| Ykspihlajan Reima        | 1:7                   | Kokkolan Palloveikot  |
| Ilves-Pallo Tampere      | 1:5                   | Vaasan PS             |
| Pallo-Kerho 37           | 0:4                   | Mikkelin Palloilijat  |
| Lohjan Pallo             | 1:3                   | HJK Helsinki          |
| Jyväskylän Palloilijat   | 2:2 n. V. (0:3 i. E.) | Vaasan Sport          |
| Kuusankosken Kumu-Peikot | 0:1                   | Kuopion Pallotoverit  |
| Helsingfors IFK          | 0:4                   | Myllykosken Pallo -47 |
| Kuopion Elo              | 2:1                   | Kuopion PS            |
| Hirvensalon Heitto       | 2:4                   | Helsingin Palloseura  |

## 3. Runde
|                       | Ergebnis |                      |
| --------------------- | -------- | -------------------- |
| Turku PS              | 1:2      | HJK Helsinki         |
| Mikkelin Palloilijat  | 1:3      | Turun Pyrkivä        |
| Seinäjoen PS          | 1:0      | Kokkolan Palloveikot |
| Isokylän Pallo-Pojat  | 2:1      | Vaasan Sport         |
| Myllykosken Pallo -47 | 0:2      | Helsingin Palloseura |
| FinnPa Helsinki       | 1:4      | Kuopion Pallotoverit |
| Vaasan PS             | 2:7      | Lahden Reipas        |
| Kuopion Elo           | 4:2      | Gamlakarleby BK      |

## Viertelfinale
|                      | Ergebnis  |                      |
| -------------------- | --------- | -------------------- |
| Kuopion Elo          | 2:1 n. V. | Helsingin Palloseura |
| HJK Helsinki         | 3:0       | Turun Pyrkivä        |
| Isokylän Pallo-Pojat | 0:5       | Kuopion Pallotoverit |
| Lahden Reipas        | 3:0 n. V. | Seinäjoen PS         |

## Halbfinale
|               | Ergebnis |                      |
| ------------- | -------- | -------------------- |
| Lahden Reipas | 5:1      | Kuopion Elo          |
| HJK Helsinki  | 1:0      | Kuopion Pallotoverit |

## Finale
| Paarung       | HJK Helsinki – Lahden Reipas |
| Ergebnis      | 2:6 n. V. (2:2, 1:0) |
| Datum         | 25. April 1976 |
| Stadion       | Olympiastadion, Helsinki |
| Zuschauer     | 6.086 |
| Tore          | 1:0 Timo Rahja (12.) 1:1 Ari Tupasela (56.) 1:2 Jorma Salonen (76.) 2:2 Raimo Saviomaa (79.) 2:3 Heikki Lampi (103.) 2:4 Matti Sandberg (107.) 2:5 Hannu Hämäläinen (119.) 2:6 Lauri Riutto (120.)                        |
| Lahden Reipas | Eingesetzte Spieler: Risto Parkkonen – Timo Kautonen, Pekka Kosonen, Mikko Kautonen, Markku Repo, Jorma Salonen, Raimo Hukka, Pertti Jantunen, Hannu Hämäläinen, Ari Tupasela, Matti Sandberg, Heikki Lampi, Lauri Riutto |